# 울산 언양성당과 사제관
울산 언양성당과 사제관(蔚山 彦陽聖堂과 司祭館, 영어: Main Building and Presbytery of Eonyang Catholic Church, Ulsan)은 울산광역시 울주군 언양읍에 있는 일제강점기의 건축물이다. 2004년 9월 4일 대한민국의 국가등록문화재 제103호로 지정되었다.

## 현지 안내문
울산지역에 건립된 최초의 천주교 성당. 일제 강점기에 유입된 종교 건축의 수용 및 정착과정을 잘 보여주고 있는 건물이다.
연혁으로는
- 1927. 5. 14 : 에밀 보드벵 정신부(한국명 丁道平, 1897-1876) 언양성당에 부임

- 1928. 5. 25 : 성전 및 사제관 신축 기공식

- 1936. 10. 25 : 본당 및 사제관 축성식

- 1990년까지 8동의 건물, 신·증축

- 언양성당은 부산교구에서 두 번째로 설립된 본당

- 영남 천주교 신앙의 온상지로 13곳의 성지와 사적지 및 16개소에 공소 설치

- 근년에 본당 정면의 현관 좌측면에 새시와 유리로 방풍실 및 신발장 증설

- 수년전 골함석을 철거하고 샌드위치 패널로 지붕 수리

## 같이 보기
- 언양성당

## 참고 자료
- 울산 언양성당과 사제관 - 국가유산청 국가유산포털